# 山口なお美
山口 なお美（やまぐち なおみ）は、山口県在住の小説家。
2008年『月の砂丘にふたり』でアルファポリス恋愛小説大賞としてデビュー。
その他にもchoco名義でインターネット上で多数の作品を発表している。

## 作品リスト
- いつも手をつないで
- 消灯
- チョコレイト・ホリック
- 彼女にむかって吹く風
- ハニーに首ったけ
- 線香の匂い
- それはもう、抱えきれないほどの
- しょっぱいチョコレイト
- 初夏
- 雪、雪、雪
- 黄色い髪のオトコノコ
- アキヨシとカレン
- 片恋
- 森のみどり、うみの青